# Thiania latibola
Thiania latibola es una especie de araña saltarina del género Thiania, familia Salticidae. Fue descrita científicamente por Zhang & Maddison en 2012.
Habita en Malasia.